# Patriarchal-Exarchat Jordanien
Das Patriarchal-Exarchat Jordanien ist ein in Jordanien gelegenes Patriarchal-Exarchat der Maronitischen Kirche mit Sitz in Amman.

## Geschichte
Das Patriarchal-Exarchat Jordanien wurde am 5. Oktober 1996 gegründet aus Gebietsabtretungen der Erzeparchie Haifa e Terra Santa. Der Exarch von Jordanien ist in persona episcopi Erzbischof von Haifa e Terra Santa und Patriarchal-Exarch von Jerusalem und Palästina.

## Exarchen von Jordanien
- Paul Nabil El-Sayah, 1996–2011, dann Kurienbischof im Maronitischen Patriarchat von Antiochien
- Moussa El-Hage OAM, seit 2012

## Statistik
| Jahr | Bevölkerung | Bevölkerung | Bevölkerung | Priester     | Priester         | Priester       | Priester               | Ständige Diakone | Ordensleute  | Ordensleute      | Pfarreien |
| ---- | ----------- | ----------- | ----------- | ------------ | ---------------- | -------------- | ---------------------- | ---------------- | ------------ | ---------------- | --------- |
| Jahr | Katholiken  | Einwohner   | %           | Gesamtanzahl | Diözesanpriester | Ordenspriester | Katholiken je Priester | Ständige Diakone | Ordensbrüder | Ordensschwestern |           |
| 2005 | 1.200       | ?           | ?           | 1            | 1                |                | 1.200                  |                  |              |                  | 1         |
| 2010 | 1.500       | ?           | ?           | 2            | 2                |                | 750                    |                  |              |                  | 2         |